# ウィンストン・チャーチル/ヒトラーから世界を救った男
『ウィンストン・チャーチル/ヒトラーから世界を救った男』（ウィンストン・チャーチル/ヒトラーからせかいをすくったおとこ、原題：Darkest Hour）は、2017年ジョー・ライト監督のイギリス、アメリカ合衆国の戦争映画。
首相に就任したばかりのウィンストン・チャーチルを主人公に、第二次世界大戦中の激動の時代を描いた。アンソニー・マクカーテン脚本、ゲイリー・オールドマンがチャーチルを演じる。
プレミア上映は2017年9月に第42回トロント国際映画祭で行われた。アメリカ合衆国では2017年11月22日、イギリスでは2018年1月12日に公開された。

## ストーリー
1940年5月、野党労働党は、ナチス・ドイツの猛攻に対して余りにも弱気過ぎるとして、英国首相ネビル・チェンバレンの辞任を要求した。保守党の重鎮らはハリファックス卿を後継者にしたいと考えるが、ハリファックスは今は自分の出番ではないと考えている。チェンバレンは、野党が首相として受け入れるであろう唯一の人物を選ぶ。海軍大臣ウィンストン・チャーチルは、戦前、アドルフ・ヒトラーの危険さを正確に予言したが、議会での評判は悪い。第一次世界大戦時、多大な損害を出したガリポリ上陸作戦での役割、インド、ロシア内戦、金本位制に対する考え方、海軍大臣としての実績、そして自由党からの過去の離党が彼の評判を悪くしている。ドイツが西欧諸国に侵攻する中、チャーチルは新しい秘書のエリザベス・レイトンが口述筆記の際に聞き間違いをしたことを理由にそっけない態度を取ったことから、妻のクレメンタインから叱られる。前王エドワード8世の退位問題が発生した時のチャーチルの行動に懐疑的なジョージ6世は、渋々チャーチルに組閣を命ずる。チャーチルはチェンバレン（枢密院議長として）とハリファックス（外務大臣として）も起用する。
「血、労苦、涙、そして汗」を約束したチャーチルの最初の演説に議会は冷淡に反応した。チェンバレンとハリファックスはチャーチルが和平交渉を拒否したこと及び不信任決議を強行するために辞任し、ハリファックスが首相になる可能性が高い状況を作り出すという計画に愕然とする。チャーチルはフランス首相ポール・レノーを訪問するが、フランスの首相はフランス戦線で連合国が負けていることを認めないチャーチルは妄想的だと考えている一方、チャーチルはフランス側に反撃の計画が無いことに激怒している。フランクリン・ルーズベルト米国大統領はチャーチルの窮状に同情的ではあるが、孤立主義的な議会と中立法によって彼の行動は制限されている。チャーチルは、連合軍がフランスで進軍していると虚偽のラジオ演説を行ったことで閣僚や補佐官らの怒りを買い、国王から叱責される。ハリファックスとチェンバレンは引き続きイタリア大使ジュゼッペ・バスティアニーニをドイツとの仲介者として起用するよう求めている。
イギリス海外派遣軍はダンケルクとカレーに押し込められ、イギリスはいよいよドイツのイギリスへの侵入に備え始める。内閣の助言に反して、チャーチルはカレーにいるニコルソン准将に、第30歩兵旅団が陽動作戦を行い、ダンケルクからの撤退のための時間を稼ぐよう命じる。フランスからの敗退により、閣僚たちはドイツとの交渉の方針に傾く。強い圧力を受け、チャーチルは交渉による和平を検討することに同意するが、会談を求める書簡を口述筆記しようとして言葉に詰まってしまう。
ジョージ6世は突然チャーチルを訪問し、チャーチルによる戦争継続を支持すると言う。ダンケルクから軍を民間船舶で撤退させるというチャーチルの案、ダイナモ作戦が開始される。まだ確信が持てないまま、チャーチルは衝動的に、人生で初めてロンドンの地下鉄に乗り、驚いた乗客たちに意見を訊く。彼らは皆、ヒトラーと戦い抜きたいと考えている。チャーチルは閣外閣僚や他の議員たちに演説したところ、彼らも降伏する気は殆ど、或いは全く無いことを知る。チャーチルが議会での演説の準備をしていると、ハリファックスはチェンバレンに一緒に辞任しようと持ち掛けるが（2人はチャーチルに対して、講和の道を探るか、さもなくば大臣を辞任すると告げていた）、チェンバレンはまず演説を聞くことにする。演説を終えると、チャーチルは、ドイツ軍が侵攻してきた場合には「海岸で戦う」と宣言し、野党からの絶大な支持を受ける一方、首相を支持するべきだというサインとしてチェンバレンがハンカチで額を拭うまで、チャーチルの後ろにいる保守党議員らは黙って座っている。チャーチルは歓声と、議事日程表が熱心に振られる中、議場を出る。

## キャスト
※括弧内は日本語吹替声優。
- ウィンストン・チャーチル - ゲイリー・オールドマン（安原義人）
- クレメンティーン・チャーチル - クリスティン・スコット・トーマス（宮寺智子）
- エリザベス・レイトン（英語版） - リリー・ジェームズ（森なな子）
- 国王ジョージ6世 - ベン・メンデルソーン（森田順平）
- ハリファックス子爵 - スティーヴン・ディレイン（木下浩之）
- ネヴィル・チェンバレン - ロナルド・ピックアップ（長克巳）
- サイモン子爵 - ニコラス・ジョーンズ（英語版）
- アンソニー・イーデン - サミュエル・ウェスト
- クレメント・アトリー - デヴィッド・スコフィールド（英語版）
- ヘイスティングス・イスメイ - リチャード・ラムスデン（英語版）
- エドムンド・アイアンサイド - マルコルム・ストッリー（英語版）
- アーサー・グリーンウッド（英語版） - ヒルトン・マクライ（英語版）
- ジョン・エヴァンス - ジョー・アームストロング（英語版）（栗田圭）
- ヒュー・ダウディング - アドリアン・ラウリンズ（英語版）
- バートラム・ラムゼー - デヴィッド・バンバー（英語版）（さかき孝輔）
- ダドリー・パウンド - ポール・レナード（山本満太）
- フランクリン・ルーズベルト - デヴィッド・ストラザーン（声のみ）

## 製作
2015年2月5日、ワーキング・タイトル・フィルムズが『博士と彼女のセオリー』の脚本家のアンソニー・マクカーテンが第二次世界大戦初期のウィンストン・チャーチルを描いた『Darkest Hour』の草案を購入したことが発表された。
2016年3月19日、ジョー・ライトが監督交渉中であることが報じられた。4月14日、チャーチル役としてゲイリー・オールドマンと出演交渉中であることが報じられた。
2016年9月6日、フォーカス・フィーチャーズ配給により2017年11月24日にアメリカ合衆国で封切られ、また ベン・メンデルソーン（イギリス王ジョージ6世役）とクリスティン・スコット・トーマス（クレメンティーン・チャーチル役）が出演することが報じられた。
2016年11月3日、主要撮影が既に始まっていることが報じられた。同月、ダリオ・マリアネッリが音楽を手がけることが明らかとなった。
2016年11月8日、スティーヴン・ディレインがキャストに加わった。オールドマンはチャーチルに扮するために撮影期間中に200時間以上をメイクアップに費やした。
ネヴィル・チェンバレン役には当初ジョン・ハートがキャスティングされていた。しかし、オールドマンによるとハートは膵癌の治療中のため読み合わせに参加できなかった。ハートは2017年1月25日に亡くなり、代わりにロナルド・ピックアップがチェンバレン役に起用された。

### メイク
主演のゲイリー・オールドマンはチャーチルに扮するにあたって辻一弘の手による特殊メイクを施されている。辻は2012年に映画の仕事を引退しており、現代彫刻家として活動していたが、オールドマンから「君がメイクを担当するのであれば、映画に出演する」とオファーを受け、彼の特殊メイクのみ担当した。この特殊メイクは高く評価され、辻は第90回アカデミー賞のメイクアップ&ヘアスタイリング賞を受賞。日本人としてこの部門での受賞は初となった。また、10年ぶり3回目のノミネートでの受賞であった。

### 衣装
ゲイリー・オールドマン演じるチャーチルが着用するスーツは、ロンドン・サヴィル・ロウにある実際にチャーチルが贔屓にしていた仕立て屋の一つであるヘンリー・プールによるものである。特に、劇中でも登場するフランネル素材チョークストライプ柄のスーツは、ヘンリー・プールによるチャーチルを象徴するスタイルである。

### 文献
- アンソニー・マクカーテン『ウィンストン・チャーチル　ヒトラーから世界を救った男』 染田屋茂・井上大剛訳、角川文庫、2018年3月

## 公開
北米では2017年11月22日に限定公開され、公開5日間で4劇場から24万6,761ドルの興行収入を記録し、週末の興行収入ランキング第21位となった。12月22日から『ダウンサイズ』『ピッチ・パーフェクト3』『ファーザー・フィギュア』と共に各地で公開され、週末には804の劇場で390万ドルの興行収入を記録した。観客の85%は年齢が25歳以上だった。翌週までに550万ドルの興行収入を記録し、2018年1月4日までに合計700万ドルを記録した。1月27日にオスカー賞の6部門にノミネートされた後、さらに210万ドルの興行収入を記録した。

## 受賞・ノミネート
| 映画賞                                          | 部門                                                        | 対象 | 結果       | 出典                 |
| ----------------------------------------------- | ----------------------------------------------------------- | --- | ---------- | -------------------- |
| 第7回AACTA賞                                    | 主演男優賞                                                  | ゲイリー・オールドマン | 受賞       | [ 26 ]               |
| 第7回AACTA賞                                    | 助演男優賞                                                  | ベン・メンデルソーン | ノミネート | [ 26 ]               |
| 第90回アカデミー賞                              | 作品賞                                                      | ティム・ビーヴァン、エリック・フェルナー、リサ・ブルース、アンソニー・マクカーテン、ダグラス・アーバンスキー                 | ノミネート | [ 27 ]               |
| 第90回アカデミー賞                              | 主演男優賞                                                  | ゲイリー・オールドマン | 受賞       | [ 27 ]               |
| 第90回アカデミー賞                              | 美術賞                                                      | サラ・グリーンウッド、ケティ・スペンサー                                                                                     | ノミネート | [ 27 ]               |
| 第90回アカデミー賞                              | 撮影賞                                                      | ブリュノ・デルボネル | ノミネート | [ 27 ]               |
| 第90回アカデミー賞                              | メイクアップ&ヘアスタイリング賞                             | 辻一弘、デヴィッド・マリノフスキ、ルーシー・シビック                                                                         | 受賞       | [ 27 ]               |
| 第90回アカデミー賞                              | 衣裳デザイン賞                                              | ジャクリーヌ・デュラン | ノミネート | [ 27 ]               |
| EDA賞                                           | 主演男優賞                                                  | ゲイリー・オールドマン | 受賞       | [ 28 ]               |
| 第32回全米撮影監督協会映画賞                    | 劇場映画撮影賞                                              | ブリュノ・デルボネル | ノミネート | [ 29 ]               |
| 第22回美術監督組合映画賞                        | プロダクション・デザイン賞                                  | サラ・グリーンウッド | ノミネート | [ 30 ]               |
| オースティン映画批評家協会賞                    | 主演男優賞                                                  | ゲイリー・オールドマン | ノミネート | [ 31 ]               |
| オースティン映画批評家協会賞                    | 撮影賞                                                      | ブリュノ・デルボネル | ノミネート | [ 31 ]               |
| 第71回英国アカデミー賞                          | 作品賞                                                      | ティム・ビーヴァン、エリック・フェルナー、リサ・ブルース、アンソニー・マクカーテン、ダグラス・アーバンスキー                 | ノミネート | [ 32 ]               |
| 第71回英国アカデミー賞                          | 主演男優賞                                                  | ゲイリー・オールドマン | 受賞       | [ 32 ]               |
| 第71回英国アカデミー賞                          | 助演女優賞                                                  | クリスティン・スコット・トーマス                                                                                             | ノミネート | [ 32 ]               |
| 第71回英国アカデミー賞                          | 撮影賞                                                      | ブリュノ・デルボネル | ノミネート | [ 32 ]               |
| 第71回英国アカデミー賞                          | 英国作品賞                                                  | ティム・ビーヴァン、エリック・フェルナー、リサ・ブルース、アンソニー・マクカーテン、ダグラス・アーバンスキー、ジョー・ライト | ノミネート | [ 32 ]               |
| 第71回英国アカデミー賞                          | 作曲賞                                                      | ダリオ・マリアネッリ | ノミネート | [ 32 ]               |
| 第71回英国アカデミー賞                          | プロダクションデザイン賞                                    | サラ・グリーンウッド、ケティ・スペンサー                                                                                     | ノミネート | [ 32 ]               |
| 第71回英国アカデミー賞                          | 衣装デザイン賞                                              | ジャクリーヌ・デュラン | ノミネート | [ 32 ]               |
| 第71回英国アカデミー賞                          | メイクアップ&ヘア賞                                         | 辻一弘、デヴィッド・マリノフスキ、ルーシー・シビック、イヴァナ・プリモラク                                                   | 受賞       | [ 32 ]               |
| シネマ・フォー・ピース・アワード                | Most Valuable Film of the Year                              | ウィンストン・チャーチル/ヒトラーから世界を救った男                                                                          | ノミネート | [ 33 ]               |
| 第30回シカゴ映画批評家協会賞                    | 主演男優賞                                                  | ゲイリー・オールドマン | ノミネート | [ 34 ] [ 35 ]        |
| 第23回クリティクス・チョイス・アワード          | 作品賞                                                      | ウィンストン・チャーチル/ヒトラーから世界を救った男                                                                          | ノミネート | [ 36 ] [ 37 ] [ 38 ] |
| 第23回クリティクス・チョイス・アワード          | 主演男優賞                                                  | ゲイリー・オールドマン | 受賞       | [ 36 ] [ 37 ] [ 38 ] |
| 第23回クリティクス・チョイス・アワード          | 作曲賞                                                      | ダリオ・マリアネッリ | ノミネート | [ 36 ] [ 37 ] [ 38 ] |
| 第23回クリティクス・チョイス・アワード          | メイクアップ賞                                              | ウィンストン・チャーチル/ヒトラーから世界を救った男                                                                          | 受賞       | [ 36 ] [ 37 ] [ 38 ] |
| 第23回ダラス・フォートワース映画批評家協会賞    | 作品賞                                                      | ウィンストン・チャーチル/ヒトラーから世界を救った男                                                                          | 第10位     | [ 39 ]               |
| 第23回ダラス・フォートワース映画批評家協会賞    | 主演男優賞                                                  | ゲイリー・オールドマン | 受賞       | [ 39 ]               |
| デトロイト映画批評家協会賞                      | 主演男優賞                                                  | ゲイリー・オールドマン | ノミネート | [ 40 ]               |
| ドリアン賞                                      | ベスト・パフォーマンス・オブ・ザ・イヤー                    | ゲイリー・オールドマン | ノミネート | [ 41 ] [ 42 ]        |
| 第23回エンパイア賞                              | 英国作品賞                                                  | ウィンストン・チャーチル/ヒトラーから世界を救った男                                                                          | ノミネート | [ 43 ] [ 44 ]        |
| 第23回エンパイア賞                              | 主演男優賞                                                  | ゲイリー・オールドマン | ノミネート | [ 43 ] [ 44 ]        |
| イブニング・スタンダード英国映画賞              | 主演男優賞                                                  | ゲイリー・オールドマン | ノミネート | [ 45 ]               |
| 第22回フロリダ映画批評家協会賞                  | 主演男優賞                                                  | ゲイリー・オールドマン | 次点       | [ 46 ] [ 47 ]        |
| ジョージア映画批評家協会賞                      | 主演男優賞                                                  | ゲイリー・オールドマン | ノミネート | [ 48 ]               |
| ジョージア映画批評家協会賞                      | 音楽賞                                                      | ダリオ・マリアネッリ | ノミネート | [ 48 ]               |
| 第75回ゴールデングローブ賞                      | 主演男優賞                                                  | ゲイリー・オールドマン | 受賞       | [ 49 ]               |
| 第21回ハリウッド映画賞                          | 功労賞                                                      | ゲイリー・オールドマン | 受賞       | [ 50 ]               |
| 第21回ハリウッド映画賞                          | 監督賞                                                      | ジョー・ライト | 受賞       | [ 50 ]               |
| 第21回ハリウッド映画賞                          | 衣装デザイン賞                                              | ジャクリーヌ・デュラン | 受賞       | [ 50 ]               |
| IGN賞                                           | ドラマ映画賞                                                | ウィンストン・チャーチル/ヒトラーから世界を救った男                                                                          | ノミネート | [ 51 ]               |
| IGN賞                                           | 主演男優賞                                                  | ゲイリー・オールドマン | ノミネート | [ 51 ]               |
| IndieWire Critics Poll                          | 主演男優賞                                                  | ゲイリー・オールドマン | 第5位      | [ 52 ]               |
| 第38回ロンドン映画批評家協会賞                  | 男優賞                                                      | ゲイリー・オールドマン | ノミネート | [ 53 ]               |
| 第38回ロンドン映画批評家協会賞                  | 英国男優賞                                                  | ゲイリー・オールドマン | ノミネート | [ 53 ]               |
| メイクアップアーティスト&ヘアスタイリスト組合賞 | Feature Motion Picture: Best Period and/or Character Makeup | イヴァナ・プリモラク、フローラ・ムーディー                                                                                   | 受賞       | [ 54 ]               |
| メイクアップアーティスト&ヘアスタイリスト組合賞 | Feature Motion Picture: Best Period and/or Character Hair   | イヴァナ・プリモラク、フローラ・ムーディー                                                                                   | ノミネート | [ 54 ]               |
| メイクアップアーティスト&ヘアスタイリスト組合賞 | Feature Motion Picture: Best Special Makeup Effects         | 辻一弘、デヴィッド・マリノフスキ、ルーシー・シビック                                                                         | 受賞       | [ 54 ]               |
| ニューヨーク映画批評家オンライン賞              | 主演男優賞                                                  | ゲイリー・オールドマン | 受賞       | [ 55 ] [ 56 ]        |
| 第21回オンライン映画批評家協会賞                | 主演男優賞                                                  | ゲイリー・オールドマン | 受賞       | [ 57 ] [ 58 ]        |
| パームスプリングス国際映画祭                    | デザート・パーム貢献賞 主演男優賞                           | ゲイリー・オールドマン | 受賞       | [ 59 ]               |
| 第22回サンディエゴ映画批評家協会賞              | 主演男優賞                                                  | ゲイリー・オールドマン | ノミネート | [ 60 ] [ 61 ]        |
| 第16回サンフランシスコ映画批評家協会賞          | 主演男優賞                                                  | ゲイリー・オールドマン | ノミネート | [ 62 ]               |
| 第22回サテライト賞                              | 主演男優賞                                                  | ゲイリー・オールドマン | 受賞       | [ 63 ]               |
| 第22回サテライト賞                              | 撮影賞                                                      | ブリュノ・デルボネル | ノミネート | [ 63 ]               |
| 第22回サテライト賞                              | 作曲賞                                                      | ダリオ・マリアネッリ | ノミネート | [ 63 ]               |
| 第22回サテライト賞                              | 編集賞                                                      | ヴァレリオ・ボネッリ | ノミネート | [ 63 ]               |
| 第22回サテライト賞                              | 録音・音響効果賞                                            | ウィンストン・チャーチル/ヒトラーから世界を救った男                                                                          | ノミネート | [ 63 ]               |
| 第24回全米映画俳優組合賞                        | 主演男優賞                                                  | ゲイリー・オールドマン | 受賞       | [ 64 ] [ 65 ]        |
| シアトル映画批評家協会賞                        | 主演男優賞                                                  | ゲイリー・オールドマン | ノミネート | [ 66 ]               |
| シアトル映画批評家協会賞                        | 衣装デザイン賞                                              | ジャクリーヌ・デュラン | ノミネート | [ 66 ]               |
| 第14回セントルイス映画批評家協会賞              | 主演男優賞                                                  | ゲイリー・オールドマン | 受賞       | [ 67 ]               |
| 第14回セントルイス映画批評家協会賞              | 助演女優賞                                                  | クリスティン・スコット・トーマス                                                                                             | ノミネート | [ 67 ]               |
| 第14回セントルイス映画批評家協会賞              | 撮影賞                                                      | ブリュノ・デルボネル | ノミネート | [ 67 ]               |
| 第14回セントルイス映画批評家協会賞              | 編集賞                                                      | ヴァレリオ・ボネッリ | ノミネート | [ 67 ]               |
| 第21回トロント映画批評家協会賞                  | 主演男優賞                                                  | ゲイリー・オールドマン | 次点       | [ 68 ]               |
| 第17回バンクーバー映画批評家協会賞              | 主演男優賞                                                  | ゲイリー・オールドマン | ノミネート | [ 69 ]               |
| 第16回視覚効果協会賞                            | 実写映画部門補助視覚効果賞                                  | ステファン・ナズ、ワーウィック・ハウィット、ギヨーム・テリエン、ベンジャミン・マガナ                                         | ノミネート | [ 70 ]               |
| 第16回ワシントンD.C.映画批評家協会賞            | 主演男優賞                                                  | ゲイリー・オールドマン | 受賞       | [ 71 ]               |
| 女性映画批評家協会賞                            | 主演男優賞                                                  | ゲイリー・オールドマン | 受賞       | [ 72 ] [ 73 ]        |

## 続編構想
ゲイリー・オールドマンは続編について、フランクリン・ルーズベルトを含めたヤルタ会談を描く可能性について言及している。